# 屈特爾比克河
51°28′52.36″N 8°25′3.26″E / 51.4812111°N 8.4175722°E
屈特爾比克河（德語：Küttelbieke），是德國的河流，位於該國西部，處於北萊茵-威斯特法倫州，屬於默訥河的右支流，河道全長5.3公里，流域面積9平方公里。